# Гільєрмо Капетільйо
Гільєрмо Капетільйо де Флорес (ісп. Guillermo Capetillo DeFlórez; нар. 30 квітня 1958, Мехіко) — мексиканський актор, співак та тореадор.

## Життєпис
Народився 30 квітня 1958 року у Мехіко в родині тореадора Мануеля Капетільйо (1926—2009) і Сари де Флорес. Його старший брат — тореадор Мануель Капетільйо де Флорес (нар. 1956), молодший — актор Едуардо Капетільйо (нар. 1970). Часто його двоюрідним братом називають актора Раймундо Капетільйо, але насправді вони просто однофамільці.
В кіно дебютував 1971 року у другорядній ролі в фільмі «Вчитель», головні ролі в якому виконували Кантінфлас і Марга Лопес. 1979 року почав зніматися на телебаченні, — його перша ж роль сина головної героїні у виконанні Вероніки Кастро в теленовелі «Багаті теж плачуть» принесла йому премію TVyNovelas за найкращу роль у виконанні молодого актора. За нею послідували подібні ролі у серіалах «Колоріна» (1980) з Лусією Мендес та «Хижачка» (1983) з Вікторією Руффо. Також успішною стала роль головного героя (а також його брата-близнюка) у теленовелі «Дика роза» (1987—1988), за яку актор номінувався на премію TVyNovelas як найкращий актор. 
Окрім акторської діяльності пробував себе у якості співака. Також успішною була його кар'єра тореадора, яку він розпочав за прикладом батька і старшого брата.

## Особисте життя
11 лютого 2006 року актор одружився з телеведучою Танею Амескуа Рікенес. 2009 року пара розлучилася.

## Вибрана фільмографія
| Рік       |   | Українська назва             | Оригінальна назва             | Роль                                         |
| --------- | - | ---------------------------- | ----------------------------- | -------------------------------------------- |
| 1971      | ф | Вчитель                      | El profe                      | Феліпе                                       |
| 1979—1980 | с | Багаті теж плачуть           | Los ricos también lloran      | Бето (Альберто Сальватьєрра                  |
| 1980      | ф | Наречена, дружина і коханець | Novia, esposa y amante        | Хуан                                         |
| 1986      | ф | Син Педро Наваха             | El hijo de Pedro Navaja       | Педро                                        |
| 1980      | с | Колоріна                     | Colorina                      | Хосе Мігель Редес                            |
| 1983      | с | Хижачка                      | La fiera                      | Віктор Альфонсо Мартінес Бустаманте          |
| 1984      | с | Круки                        | Los cuervos                   | Андрес Альбан                                |
| 1987—1988 | с | Дика роза                    | Rosa salvaje                  | Рікардо Лінарес / Рохеліо Лінарес            |
| 1991—1992 | с | Спіймана                     | Atrapada                      | Ангел Монтенегро                             |
| 1997      | с | Пекло в маленькому містечку  | Pueblo chico, infierno grande | Ерміліо Хаймес                               |
| 1998      | с | Світло на шляху              | Una luz en el camino          | Родріго Гонсалес де Альба                    |
| 1999      | с | Три жінки                    | Tres mujeres                  | Мануель Тоскано                              |
| 2004      | с | Місія порятунку              | Misión S.O.S.                 | Сальвадор Мартінес                           |
| 2005      | с | Пабло і Андреа               | Pablo y Andrea                | Хуан Карлос Сааведра                         |
| 2005      | ф | Матадор                      | The Matador                   | матадор (епізод)                             |
| 2008—2009 | с | Завтра – це назавжди         | Mañana es para siempre        | Анибал Елізальде Рівера / Херонімо Елізальде |
| 2010      | с | Я твоя хазяйка               | Soy tu dueña                  | Рохеліо Вільяльба                            |
| 2010—2011 | с | Коли я закоханий             | Cuando me enamoro             | Антоніо Іріондіо                             |
| 2012—2013 | с | Істинне кохання              | Amores verdaderos             | Нельсон Бріз                                 |
| 2015      | с | Непростимо                   | Lo imperdonable               | падре Хуан                                   |

## Дискографія
- 1982 — Mujer
- 1987 — Una vez más el amor

## Нагороди та номінації
TVyNovelas Awards:
- 1985 — Найкраща роль у виконанні молодого актора (Хижачка).
- 1988 — Номінація на найкращого актора (Дика роза).